# 1586
- Wikisource

| Calendário gregoriano                                                        | 1586 MDLXXXVI                        |
| Ab urbe condita                                                              | 2339                                 |
| Calendário arménio                                                           | 1035 – 1036                          |
| Calendário bahá'í                                                            | -258 – -257                          |
| Calendário budista                                                           | 2130                                 |
| Calendário chinês                                                            | 4282 – 4283 Início a 18 de fevereiro |
| Calendário copta                                                             | 1302 – 1303                          |
| Calendário etíope                                                            | 1578 – 1579                          |
| Calendários hindus - Vikram Samvat - Calendário nacional indiano - Cáli Iuga | 1641 – 1642 1507 – 1508 4686 – 4687  |
| Calendário Holoceno                                                          | 11586                                |
| Calendário islâmico                                                          | 994 – 995                            |
| Calendário judaico                                                           | 5346 – 5347                          |
| Calendário persa                                                             | 964 – 965                            |
| Calendário rúnico                                                            | 1836                                 |
| Calendário solar tailandês                                                   | 2129                                 |

1586 (MDLXXXVI, na numeração romana) foi um ano comum do século XVI do actual Calendário Gregoriano, da Era de Cristo, e a sua letra dominical foi E (52 semanas), teve início a uma quarta-feira e terminou também a uma quarta-feira.
| Ano completo                        |
| ----------------------------------- |
| Ano comum com início à quarta-feira |

## Eventos
- 27 de Junho – Criação da ouvidoria do Poder Eclesiástico na ilha de São Miguel.
- 17 de Setembro –  Naufrágio na Baía de Angra da nau Santa Maria, de nacionalidade espanhola e provinda de São Domingo, Devido ao mau tempo.
- 18 de Setembro – Naufrágio na Baía de Angra, devido ao mau tempo, de 2 naus de nacionalidade espanhola, a capitania de 30 canhões de bronze. A outra foi Nuestra Señora de la Concepción.[1]
- 18 de Setembro – Naufrágio de nau de nacionalidade espanhola (de nome não registado nos anais).[1]
- Construção da Ermida de Nossa Senhora da Natividade na Ribeira Grande, ilha de São Miguel, Açores.

## Nascimentos
- 2 de Abril - Pietro Della Valle, explorador italiano. (m. 1652).
- 30 de Abril - Rosa de Lima, peruana, santa católica (m. 1617).

## Mortes
- 18 de Janeiro - Margarida de Parma, regente dos Países Baixos (n. 1522).
- 22 de Janeiro - Ludovicus Duretus, médico francês e médico particular dos reis da França Carlos IX e Henrique III (n. 1527).
- 11 de Fevereiro - Augusto I da Saxónia, príncipe-eleitor da Saxónia (n. 1526).

## Epacta e idade da Lua
| Epacta gregoriana | 10      |
| Idade da Lua      | Letra k |